# Municipio de Jackson (condado de Jasper)
El municipio de Jackson (en inglés: Jackson Township) es un municipio ubicado en el condado de Jasper en el estado estadounidense de Misuri. En el año 2010 tenía una población de 4954 habitantes y una densidad poblacional de 45,13 personas por km².

## Geografía
El municipio de Jackson se encuentra ubicado en las coordenadas 37°6′9″N 94°20′51″O / 37.10250, -94.34750. Según la Oficina del Censo de los Estados Unidos, el municipio tiene una superficie total de 109.77 km², de la cual 109.35 km² corresponden a tierra firme y (0.38%) 0.42 km² es agua.

## Demografía
Según el censo de 2010, había 4954 personas residiendo en el municipio de Jackson. La densidad de población era de 45,13 hab./km². De los 4954 habitantes, el municipio de Jackson estaba compuesto por el 90.9% blancos, el 0.87% eran afroamericanos, el 1.05% eran amerindios, el 0.85% eran asiáticos, el 0.12% eran isleños del Pacífico, el 3.11% eran de otras razas y el 3.11% pertenecían a dos o más razas. Del total de la población el 5.41% eran hispanos o latinos de cualquier raza.